# XI (Metal Church)
XI è l'undicesimo album in studio del gruppo heavy metal statunitense Metal Church, pubblicato nel 2016.

## Tracce
1. Reset – 3:53
2. Killing Your Time – 5:06
3. No Tomorrow – 5:08
4. Signal Path – 7:12
5. Sky Falls In – 7:01
6. Needle and Suture – 4:38
7. Shadow – 4:08
8. Blow Your Mind – 6:28
9. Soul Eating Machine – 4:41
10. It Waits – 5:15
11. Suffer Fools – 4:54
12. Fan the Fire – 3:37 – bonus edizione europea

## Formazione
- Mike Howe – voce
- Kurdt Vanderhoof – chitarra
- Rick Van Zandt – chitarra
- Steve Unger – basso
- Jeff Plate – batteria